# Ерік Баї
Ері́к Бертра́н Баї́ (фр. Eric Bertrand Bailly; нар. 12 квітня 1994, Бінгервіль) — івуарійський футболіст, центральний захисник іспанського клубу «Вільярреал» і збірної Кот-д'Івуару. 

## Клубна кар'єра

### «Еспаньйол»
Баї приєднався до юнацької команди «Еспаньйола» у грудні 2011 року у віці 17 років. В сезоні 2013-14 дебютував у професійному футболі, виступаючи за «Еспаньйол Б» у Сегунді. Вперше з'явився на полі за основну команду у жовтні 2014 у переможній грі проти «Реал Сосьєдад», замінивши Серхіо Гарсію. Після цього ще чотири рази з'являвся у стартовому складі команди в матчах Прімери.

### «Вільярреал»
29 січня 2015 року було оголошено про перехід Баї до «Вільярреалу», де він мав замінити Габріеля Паулісту. «Жовта субмарина» заплатила за перехід центрбека 7,5 мільйонів євро . Контракт був підписаний строком на п'ять із половиною років. Через участь у Кубку африканських націй 2015 свій перший матч за новий клуб Баї провів лише місяць по тому, 22 лютого 2015 у грі проти «Ейбара». Всього до кінця сезону Ерік відіграв 10 матчів у чемпіонаті, у яких отримав 5 жовтих карток.
У наступному сезоні захисник міцно закріпився у стартовому складі «підводників», провівши 25 матчів у рамках Прімери, 7 у Лізі Європи і ще 3 у Кубку Іспанії. 22 жовтня 2015 забив свій перший гол у професійній кар'єрі, вразивши на 71-ій хвилині ворота  «Динамо Мінськ» у третьому турі групового етапу Ліги Європи. Сильна гра Баї дозволила «Вільярреалу» посісти 4 місце у чемпіонаті та досягти півфіналу Ліги Європи. За статистикою, захисник програв найменше дуелей один в один з усіх центрбеків найкращих 4 команд Ла-Ліги .

### «Манчестер Юнайтед»
8 червня 2016 року Ерік Баї офіційно підписав чотирирічний контракт із «Манчестер Юнайтед» з опцією подовження ще на 2 роки . Сума трансферу склала приблизно 30 мільйонів фунтів стерлінгів . Таким чином Баї став першим придбанням Жозе Моурінью на посаді головного тренера «Юнайтед». Сам Моурінью так описав гравця: «Нелегко знайти гравця, який був би швидким, маючи важке тіло; він високий і важкий хлопець, але неймовірно швидкий» .

### «Вільярреал»
30 грудня 2023 року знову став гравцем клубу «Вільярреал», підписавши контракт до липня 2025 року.

## Виступи за збірну
29 грудня 2014 головний тренер збірної Ерве Ренар включив Еріка Баї до складу команди на Кубок африканських націй 2015. При цьому захисник став наймолодшим гравцем у заявці . 11 січня 2015 Баї дебютував за збірну у матчі проти збірної Нігерії. На Кубку африканських націй Кот-д'Івуар здобув перемогу, а Ерік зіграв в усіх шести зустрічах. У фіналі «слони» перемогли збірну Гани в серії пенальті 9:8, точний удар самого Баї зробив рахунок 7:7 .

## Статистика виступів

### Клубна
Станом на 28 квітня 2019
| Клуб                | Сезон             | Ліга               | Ліга | Ліга  | Кубок | Кубок | Кубок ліги | Кубок ліги | Єврокубки | Єврокубки | Інші змагання | Інші змагання | Усього | Усього |
| Клуб                | Сезон             | Дивізіон           | Ігор | Голів | Ігор  | Голів | Ігор       | Голів      | Ігор      | Голів     | Ігор          | Голів         | Ігор   | Голів  |
| ------------------- | ----------------- | ------------------ | ---- | ----- | ----- | ----- | ---------- | ---------- | --------- | --------- | ------------- | ------------- | ------ | ------ |
| «Еспаньйол Б»       | 2013–14           | Сегунда Дивізіон Б | 20   | 0     | —     | —     | —          | —          | —         | —         | —             | —             | 20     | 0      |
| «Еспаньйол Б»       | 2014–15           | Сегунда Дивізіон Б | 1    | 0     | —     | —     | —          | —          | —         | —         | —             | —             | 1      | 0      |
| «Еспаньйол Б»       | Усього            | Усього             | 21   | 0     | —     | —     | —          | —          | —         | —         | —             | —             | 21     | 0      |
| «Еспаньйол»         | 2014–15           | Ла-Ліга            | 5    | 0     | 0     | 0     | —          | —          | —         | —         | —             | —             | 5      | 0      |
| «Вільярреал»        | 2014–15           | Ла-Ліга            | 10   | 0     | 0     | 0     | —          | —          | 1         | 0         | —             | —             | 11     | 0      |
| «Вільярреал»        | 2015–16           | Ла-Ліга            | 25   | 0     | 3     | 0     | —          | —          | 7         | 1         | —             | —             | 35     | 1      |
| «Вільярреал»        | Усього            | Усього             | 35   | 0     | 3     | 0     | —          | —          | 8         | 1         | —             | —             | 46     | 1      |
| «Манчестер Юнайтед» | 2016–17           | Прем'єр-ліга       | 25   | 0     | 0     | 0     | 1          | 0          | 11        | 0         | 1             | 0             | 38     | 0      |
| «Манчестер Юнайтед» | 2017–18           | Прем'єр-ліга       | 13   | 1     | 2     | 0     | 0          | 0          | 3         | 0         | 0             | 0             | 18     | 1      |
| «Манчестер Юнайтед» | 2018–19           | Прем'єр-ліга       | 12   | 0     | 1     | 0     | 1          | 0          | 4         | 0         | —             | —             | 18     | 0      |
| «Манчестер Юнайтед» | Усього            | Усього             | 50   | 1     | 3     | 0     | 2          | 0          | 18        | 0         | 1             | 0             | 74     | 1      |
| Усього за кар'єру   | Усього за кар'єру | Усього за кар'єру  | 111  | 1     | 6     | 0     | 2          | 0          | 26        | 1         | 1             | 0             | 146    | 2      |

## Досягнення
«Манчестер Юнайтед»
- Володар Суперкубка Англії: 2016
- Володар Кубка Футбольної ліги: 2017
- Переможець Ліги Європи УЄФА: 2016–17

Збірна Кот-д'Івуару
- Переможець Кубку африканських націй : 2015